# ۲۹۲ (قمری)
۲۹۲ (قمری)، دویست و نود و دومین سال در گاهشماری هجری قمری است. اول محرم این سال برابر با هجدهم نوامبر سال ۹۰۴ میلادی است.

## رویدادها
- سپاه عباسیان در نبرد با شورشیان در مصر پیروزی‌هایی به دست آورد.

## منبع
- مشکویه رازی، تجارب‌الامم، ترجمهٔ علینقی منزوی، جلد پنجم، چاپ اول، انتشارات توس، ۱۳۷۶